# سونيل
سونيل (بالتيلوغوية: సునీల్)‏ هو ممثل هندي، ولد في 28 فبراير 1974 في الهند.

## وصلات خارجية
- سونيل على موقع IMDb (الإنجليزية)
- سونيل على موقع قاعدة بيانات الفيلم (الإنجليزية)